# Vernier
Vernier er en by i det vestlige Schweiz med 34.774 (2018) indbyggere. Byen ligger i Kanton Genève og er kantonens næststørste by efter Genève.
Vernier ligger ved den nordlige bred af floden Rhône.